# Bellevue (Wisconsin)
Bellevue è un villaggio degli Stati Uniti d'America situato nella contea di Brown nello Stato del Wisconsin. Era una città fino a che non venne incorporata come un villaggio il 14 febbraio 2003. La popolazione era di 14,570 persone al censimento del 2010.

## Storia
Bellevue è una parola francese che significa "bella vista".

## Geografia fisica
Bellevue è situata a 44°27′49″N 87°57′54″W (44.463878, -87.965106).
Secondo lo United States Census Bureau, ha un'area totale di 14,39 miglia quadrate (37,27 km²).

## Società

### Evoluzione demografica
Secondo il censimento del 2010, c'erano 14,570 persone.

### Etnie e minoranze straniere
Secondo il censimento del 2010, la composizione etnica della città era formata dall'87,5% di bianchi, l'1,0% di afroamericani, lo 0,9% di nativi americani, il 3,9% di asiatici, il 4,9% di altre razze, e l'1,9% di due o più etnie. Ispanici o latinos di qualunque razza erano il 9,3% della popolazione.